# Paul Timan
Paul Timan (en russe : Павел Густавович Тиман), ou Paul Thiemann, né en 1881, est un cinéaste germano-balte dont la famille était originaire du gouvernement d'Estland en Russie impériale qui fut un pionnier du cinéma russe d'avant la révolution.

## Biographie
Paul Timan naquit en 1881 à Moscou dans une famille allemande aisée originaire des Pays baltes. Il reçut une parfaite éducation. Il s'intéressa au cinéma après un voyage à Paris en 1902 qui voyait naître ce nouvel art. Il travailla pendant deux ans au sein de la compagnie Gaumont à Paris. De retour en Russie, il fut chargé par Gaumont d'ouvrir une filiale à Moscou en 1904.
Paul Timan fut aussi à l'initiative de tournages réguliers de films d'actualités et de chroniques, à partir de 1907. Il fut donc pionnier en la matière. Il eut l'idée aussi de la création d'un magazine consacré au cinéma : ce fut Ciné-Photo édité par Lourié en Russie de 1907 à 1918, au départ mensuel, puis bimensuel.
Il donne sa démission en 1909 de Gaumont, pour ouvrir sa propre compagnie, la Compagnie P. Timan, F. Reinhardt, S. Ossipoff, qui distribue au début des films étrangers (surtout français ou allemands) et rapidement en produit elle-même. Le premier film produit par la Compagnie est un film historique en 1909, La Mort d'Ivan le Terrible de Vassili Gontcharov. Les premiers films sont rentables, mais rencontrent un succès limité.
C'est en 1912 qu'il accède enfin à la notoriété, après avoir racheté le studio Pathé de Moscou et lancé la « Série d'Or du cinéma russe ». Il travaille avec des cinéastes reconnus comme Vladimir Gardine et Yakov Protazanov et arrive même à engager pour quelques films des acteurs de compagnies théâtrales de Moscou, ce qui ne se faisait pas.
Au début de la Grande Guerre, comme il était d'origine allemande, il fut expulsé dans le gouvernement d'Oufa, plus à l'est et d'autres collaborateurs furent enrôlés dans l'armée impériale. Protazanov collabore alors avec d'autres firmes concurrentes florissantes (comme celle de Iossif Ermoliev).
Après la révolution de février, Timan retourne en mai 1917 à Moscou et au printemps 1918 émigre en Allemagne. Il essaye ensuite de tourner des films en Italie avec des émigrés russes, puis s'installe à Paris en 1920, où il retrouve nombre de ses anciens amis, acteurs et collaborateurs. Mais il ne réussit pas à relancer sa carrière et ses dernières années sont inconnues. 

## Sources
- Traduction de l'article Wikipedia en russe.